# Details
Details fue una revista estadounidense para hombres publicada mensualmente por Condé Nast Publications. Se enfocaba principalmente en moda, estilos de vida, sociedad y política. Aunque el título permaneció desde 1982 con diversos editores y publicadores, su formato final provino del relanzamiento en octubre de 2000, tras la transferencia de la revista desde Condé Nast a su división Fairchild Publications.
Entre la última edición en Condé Nast y la primera en Fairchild, Details fue temporalmente suspendida. Esto permitió rediseñarla y reposicionarla estratégicamente como una exclusiva e irreverente revista de modas para afluentes hombres de entre 20 y 30 años de edad. La circulación total —en kioscos y por suscripción— alcanzó las 500 000 copias aproximadamente.
Desde su relanzamiento, Details recibió el reconocimiento de otros medios de comunicación (incluyendo varios premios ASME y de la Society of Publication Design). La revista fue descrita como la Vogue para hombres, aunque la edición masculina de esta publicación también ha sido vendida desde el relanzamiento de Details. Sus principales competidoras fueron las revistas GQ y Esquire. Algunos de sus contribuyentes recurrentes fueron Augusten Burroughs y Anderson Cooper.
Su último número fue editado en diciembre de 2015 con el actor Eddie Redmayne en su cubierta. Durante su último año de circulación, la revista llegó a tener 532 266 suscriptores. Luego del cierre de Details, Condé Nast se concentró en su otra revista masculina: GQ.